# نینجا

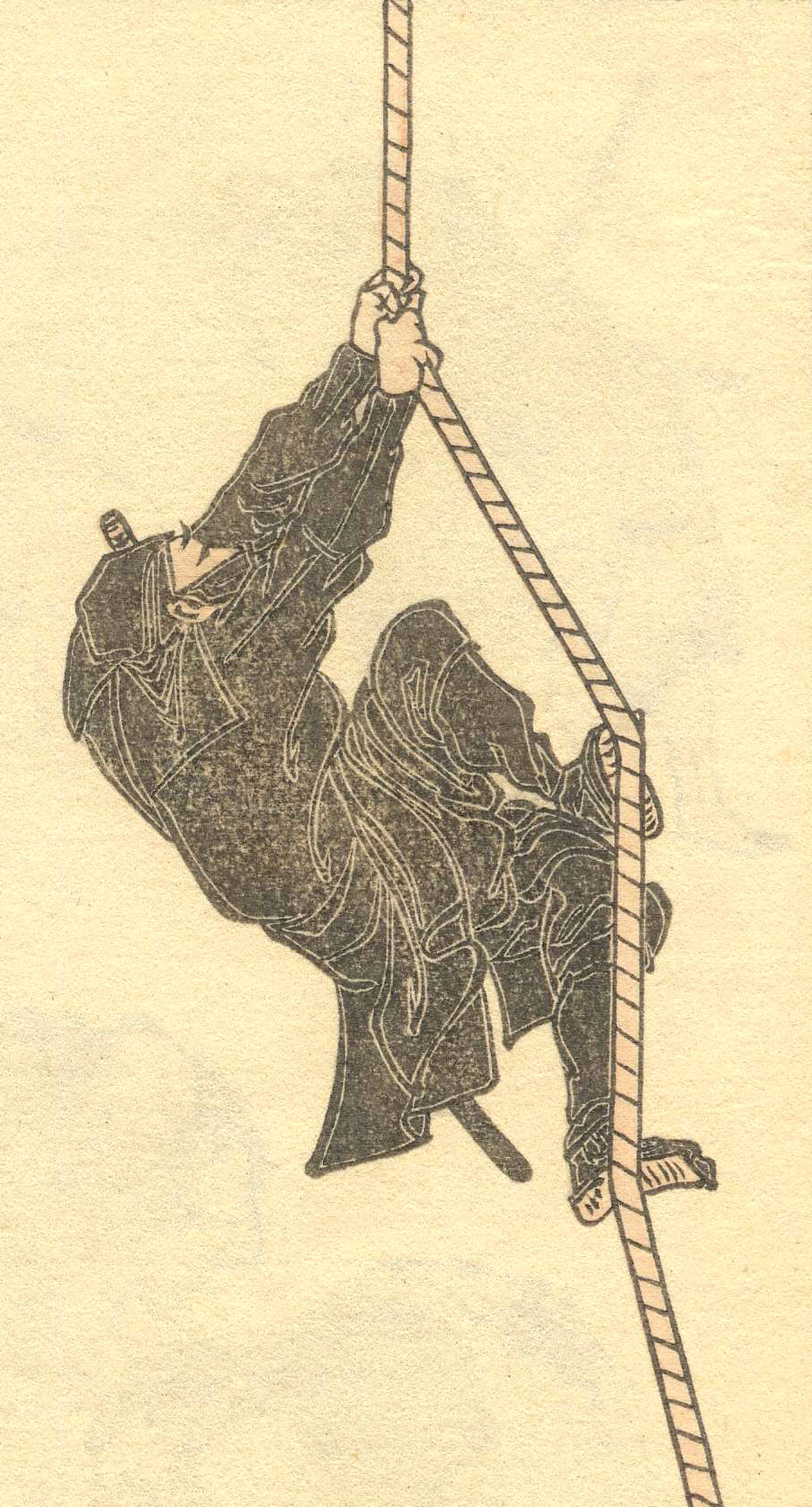
طرحی از یک نینجا

نینجا (یا در ژاپن شینوبی) به مبارزان مخفی در دوران ژاپن فئودال گفته می‌شود. نینجا در لغت امروزی به هنرجویان طریقت نینجوتسو  گفته می‌شود. نینجاها تخصصشان در جنگ‌های غیرمتعارف بود. آن‌ها معمولاً برای جاسوسی، خرابکاری، نفوذ، ترور، جنگ چریکی و عملیات‌های گوناگون و گاهی هم برای مبارز‌ه‌های مستقیم استخدام می‌شدند و از مهارت رزمی و روش جنگی نینجوتسو استفاده می‌کردند. کاربرد این واژه به هنرجویان  رزمی نینجوتسو اشاره دارد. نینجاها در مقابل سامورایی‌ها بودند. سامورایی‌‌ها نجیب‌زادگانی که از طبقه بالای جامعه به‌شمار می‌آمدند و از لحاظ مهارت و فن، حرفه‌ای بودند. نینجاها از طبقه پایین جامعه و بیشتر کشاورز یا کارگر بودند که تحت ظلم و ستم قرار گرفته بودند و از این رو هنر نینجوتسو را آموخته و به نینجاهایی تبدیل شدند که وحشت بر دل سامورایی‌ها می‌انداخت. نینجاها به دلیل اینکه از طبقه بالا نبودند و نمی‌توانستند در مقام‌های دولتی باشند معمولاً برای افراد خاصی کار می‌کردند و بیشتر عملیات ترور انجام می‌دادند.

## روش جنگی
ماهیت رازآلود نینجاها، در سدهٔ کنونی توجه مردم ژاپن و سپس همهٔ جهان را جلب کرد و آن را به بخشی از فولکلور و افسانه‌های ژاپن تبدیل کرد. نتیجه این افسانه‌سازی، مشکل‌تر شدن جدا کردن افسانه از واقعیت بود تا اندازه‌ای که توانایی‌های فراطبیعی مانند  نامرئی شدن و راه رفتن روی آب، به نینجاها نسبت داده شد و این شخصیت، به شکل فیلم و داستان به فرهنگ عامهٔ همهٔ جهان، راه یافت. از واژهٔ نینجوتسو برای توصیف فعالیت‌های گوناگون نینجاها استفاده می‌شود.
نینجاها با رنگ لباس تیره خود و پوشیدن نقاب همواره نمادی از ترس و دلهره برای سامورایی‌ها مطرح بوده‌اند. برعکس سامورایی‌ها که از سلاح کاتانا به عنوان سلاح اصلی خود استفاده می‌کردند، نینجاها هر ابزاری را که می‌توانستند برای رسیدن به هدف خود به کار گیرند به عنوان سلاح در نظر می‌گرفتند. این گوناگونی در به‌کارگیری سلاح از آنان مبارزانی ترسناک و رازآلود ساخته بود. شاید شناخته‌شده‌ترین سلاح یک نینجا شوریکن یا ستاره نینجا باشد که تقریباً نماد این افراد یا این هنر نیز شده‌است. ستاره نینجا یا شوریکن سلاحی بود که از فاصله به سمت دشمن پرتاب می‌شد و با زخمی‌کردن یا کشتن حریف و دشمن او را از ایستادگی در برابر نینجاها بازمی‌داشت. توانایی این افراد در جاسوسی در گرو تغییر چهره و استتار آن‌ها بود که ایشان از کودکی آن را فرا می‌گرفتند و استادان این هنر بودند.
یک تفاوت مهم نینجاها با سامورایی‌ها این است که سامورایی‌ها اگر نتوانند مأموریتشان را انجام دهند هاراکیری (خودکشی) یا سپّوکو می‌کنند، ولی نینجاها هر کاری می‌کنند که مأموریتشان را به درستی انجام دهند.

## پیشینه
پیشینهٔ پیدایش نینجاها چندان مشخص نیست ولی بسیاری از منابع به حوالی سدهٔ ۱۴ اشاره می‌کنند. و واژهٔ «شینوبی» نیز تا سدهٔ ۱۵ دیده نشده‌است.
در افسانه‌های ژاپنی آمده که نینجاها از نسل هیولایی هستند که نیمی انسان و نیمی کلاغ بود. بر اساس بیشتر منابع تاریخی نینجاها کم‌کم خود را به عنوان نیروی مخالف همتایان طبقه بالاتر خود یعنی سامورایی‌ها در دوران حکومت فئودال‌ها بر ژاپن مطرح کردند و تکامل این هنر رزمی میان سدهٔ ششم تا نهم میلادی در ژاپن رخ داد. پس از سقوط دودمان تانگ در چین در سال ۹۰۷ میلادی، شماری از فرماندهان نظامی چینی به ژاپن آمدند و تاکتیک‌ها و نظریه‌های جدید جنگی را با خود به این جزیره آوردند. در دههٔ ۱۰۲۰ میلادی هم راهبان بودایی چینی وارد ژاپن شدند و دانش پزشکی و نظریه‌های جنگی خود را هم که بسیاری از آن‌ها از هند ریشه گرفته و در تبت و نقاط گوناگون چین تکامل یافته بود به ژاپن آوردند و روش‌های خود را به راهبان جنگجوی ژاپنی و نخستین طایفه‌های نینجا آموختند. دایسوکه توگاکوره سامورایی خلع‌شده، و کاین دوشی راهب جنگجوی چینی، نخستین نینجاهایی بودند که برای نخستین بار قواعدی را برای این هنر رزمی تدوین کرده و جانشینان دایسوکه نیز نخستین نینجا ریو یا مدرسه نینجوتسو را با نام توگاکوره ریو بنیان نهادند. نینجوتسو به این ترتیب رقیبی برای مکتب بوشیدو سامورایی‌ها شد. سامورایی‌ها وفاداری و شرافت را بر هر چیز مقدم می‌داشتند و بوشیدو سیستم رزمی آن‌ها بسیار اصیل و منسجم بود ولی روش‌های جنگی آن‌ها همیشه کارآمد نبود. برتری نینجاها درست در همین مسئله بود. نینجاها انجام مأموریت به هر شکل ممکن را بر هر چیز مقدم می‌داشتند. حمله ناگهانی، مسموم کردن، فریب و جاسوسی از نظر سامورایی‌ها ناجوانمردانه بود ولی از روش‌های اصلی رزمی نینجاها به‌شمار می‌آمد.

اثر کلاسیک نظامی چینی یعنی «سان تزو» که توسط سان وو استراتژیست معروف سده پنجم پیش از میلاد به رشته تحریر درآمده از منابع اصلی نینجاها برای تکامل هنر رزمی بود. این کتاب در قرن ششم میلادی وارد ژاپن شد و به‌طور دقیق توسط دربار سلطنتی و خانواده‌های متخاصم مورد بررسی قرار گرفت. بودیسم نیز تقریباً در همان زمان وارد ژاپن شد، پیشینیان نینجاها به دلیل گرایش به بودیسم، یاغی نامیده می‌شدند. در آن هنگام درگیری‌های شدیدی میان هواداران بودیسم و پیروان مذهب ملی ژاپنی‌ها یعنی آئین شینتو جریان داشت و این گروه‌های یاغی که بعدها به یامابوشی معروف شدند، برای حمایت از خود تمرین هنرهای رزمی و استراتژی‌های نظامی را با ترس روانی و قدرت‌های اسرار آمیز ترکیب کردند.
در اواخر قرن نهم زوال دودمان تانگ در چین آغاز شد. تانگ در سال ۹۰۷ میلادی کاملاً سقوط کرد و چین برای پنجاه سال در هرج و مرج فرورفت. در این دوران تعدادی از فرماندهان نظامی چینی به ژاپن آمدند و تاکتیک‌ها و نظریات جدید جنگی را با خود به این جزیره آوردند. در دهه ۱۰۲۰ میلادی هم راهبان بودایی چینی وارد ژاپن شدند و دانش پزشکی و نظریات جنگی خود را هم که بسیاری از آن‌ها از هند ریشه گرفته و در تبت و نقاط مختلف چین تکامل یافته بود به ژاپن آوردند و روش‌های خود را به راهبان جنگجوی ژاپنی و اولین طایفه‌های نینجا آموختند.

## نگارخانه
تصاویری از سلاح‌های گوناگون نینجاها:

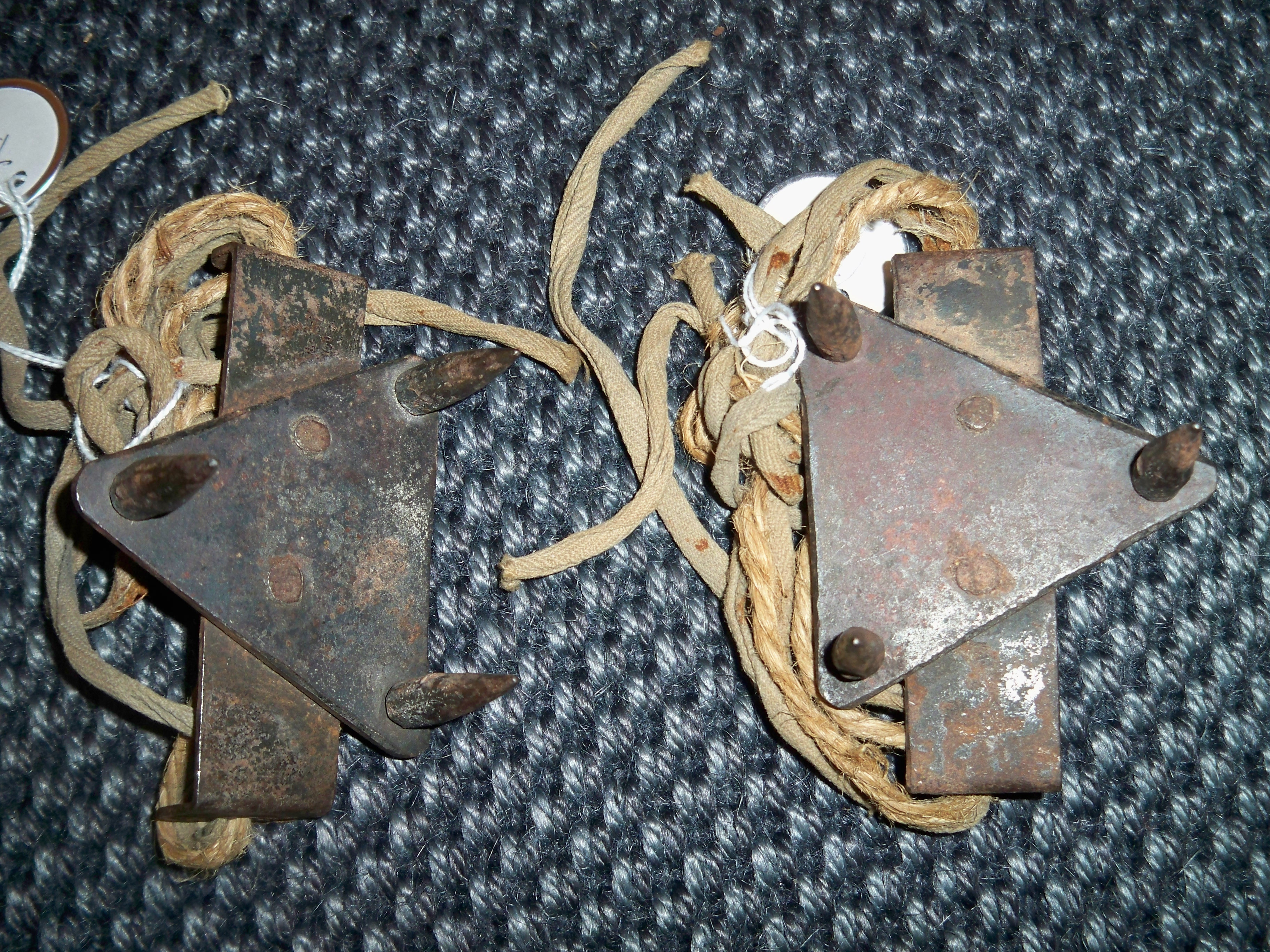
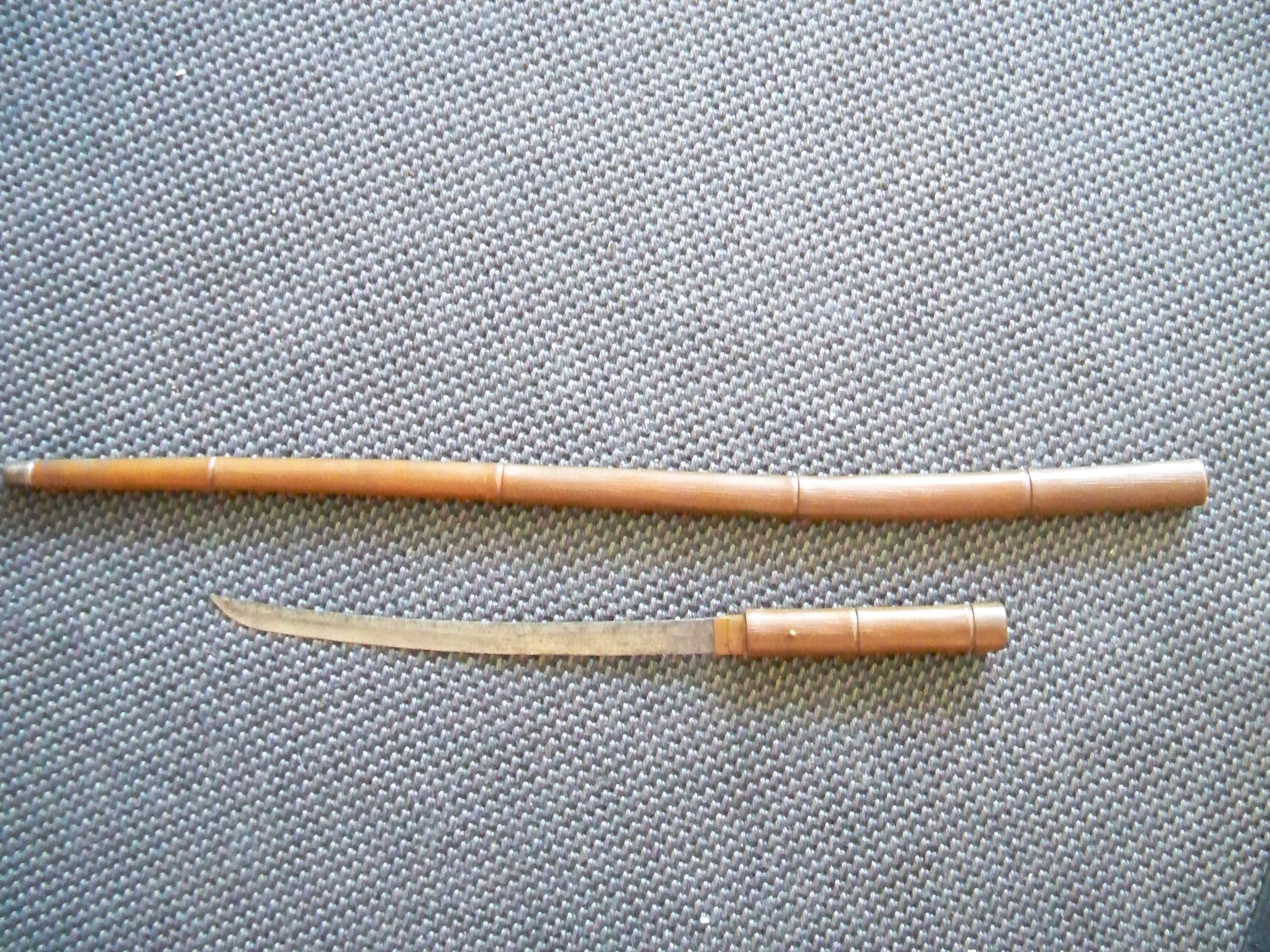
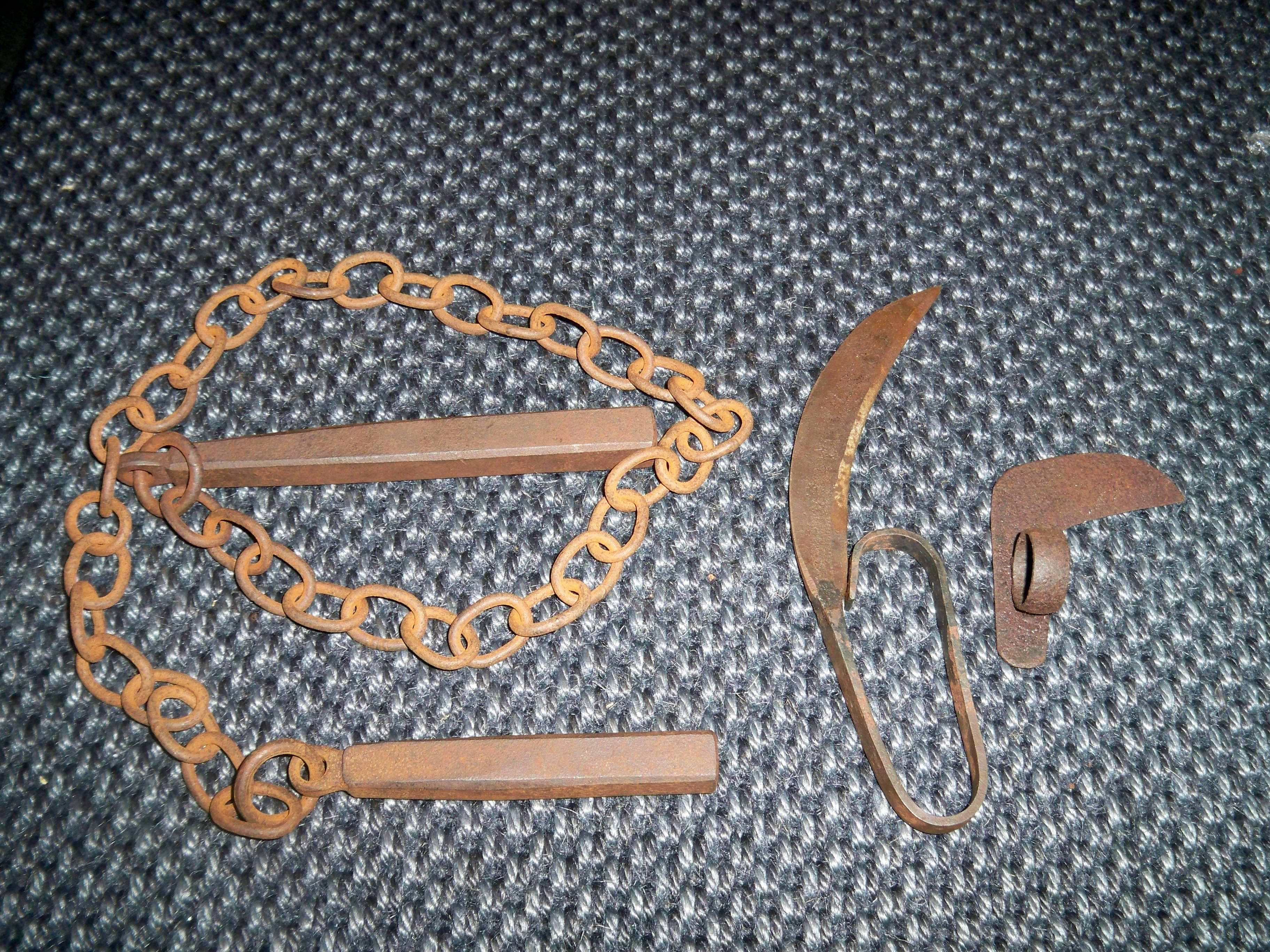
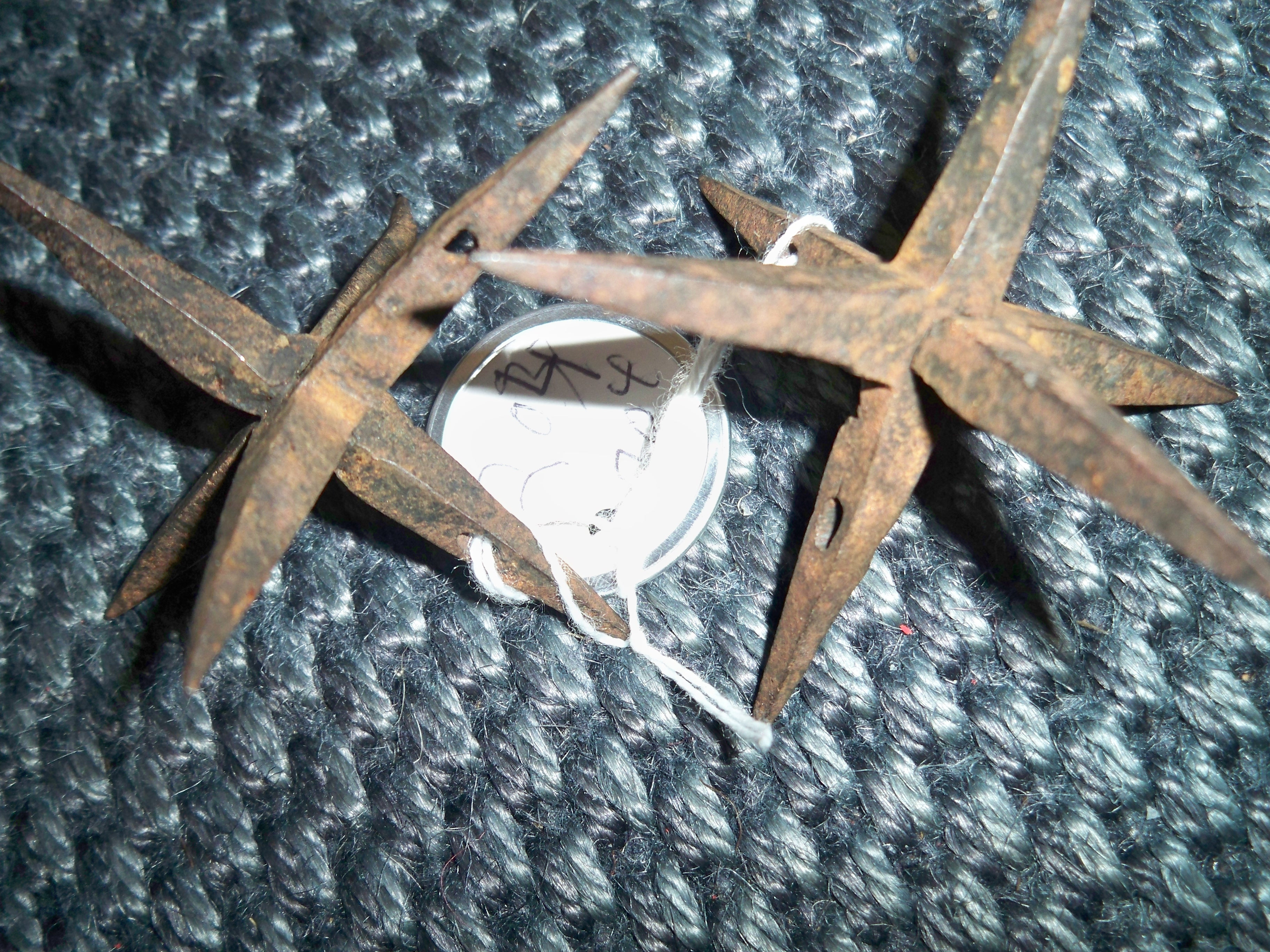
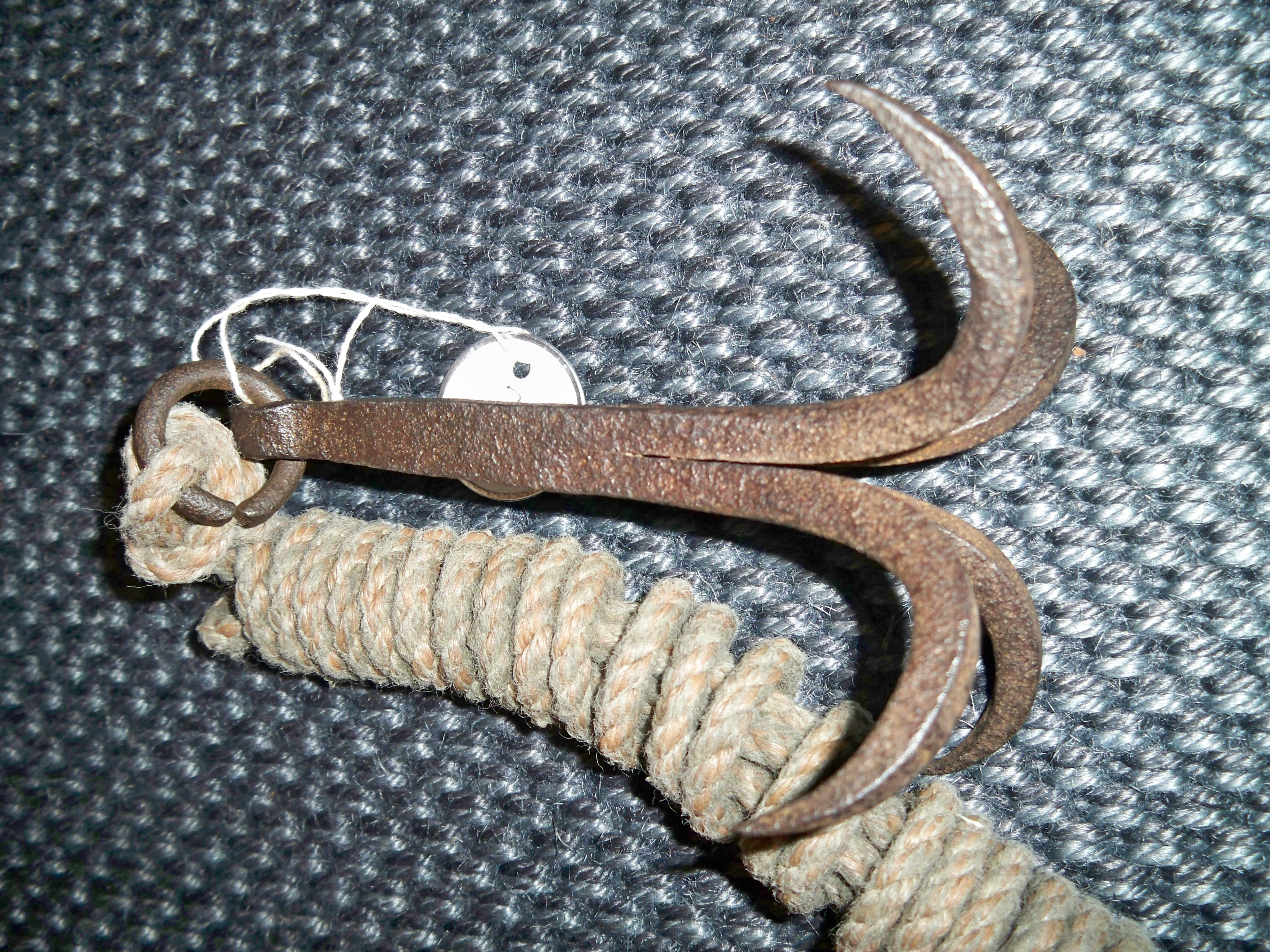
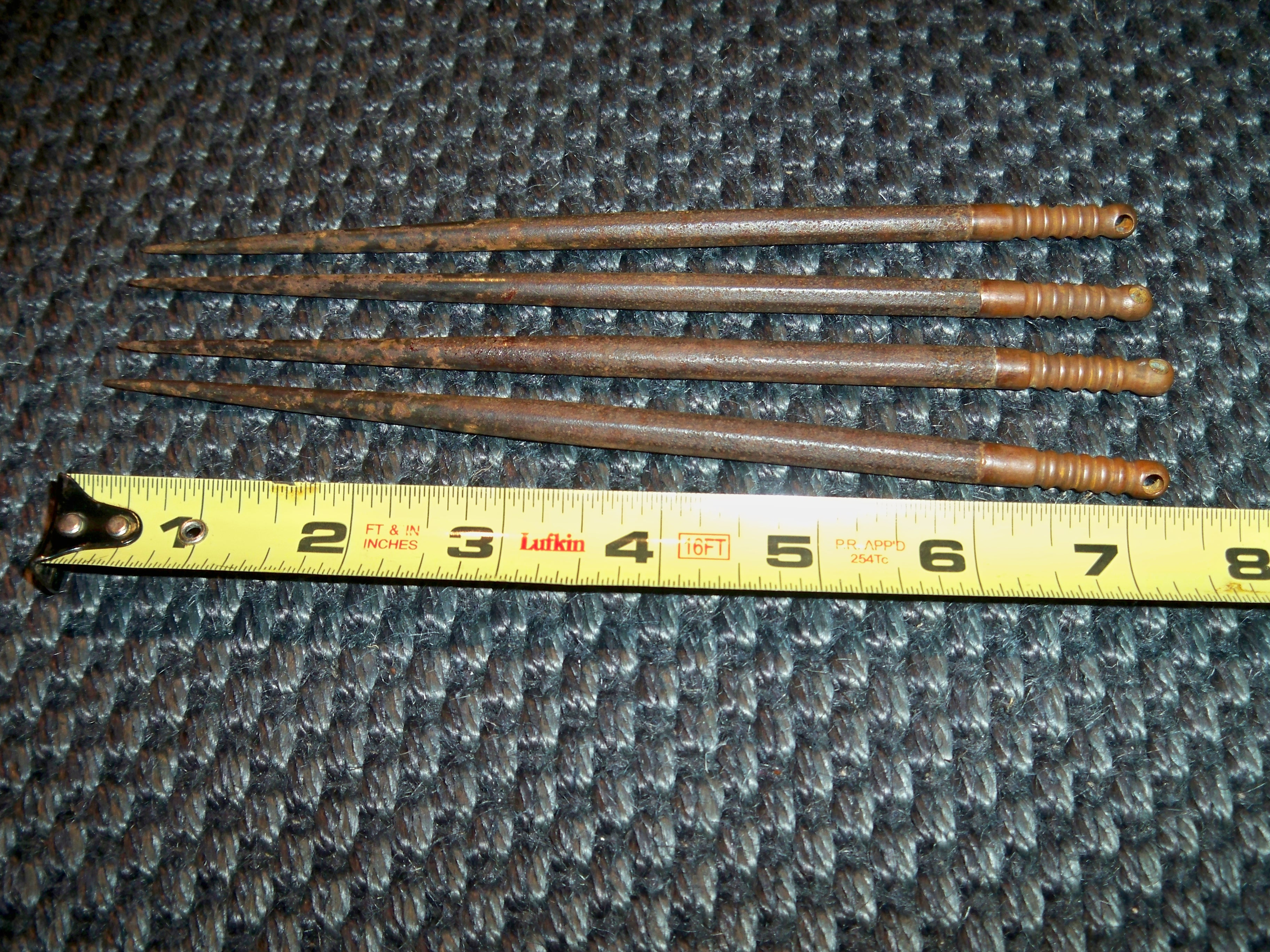
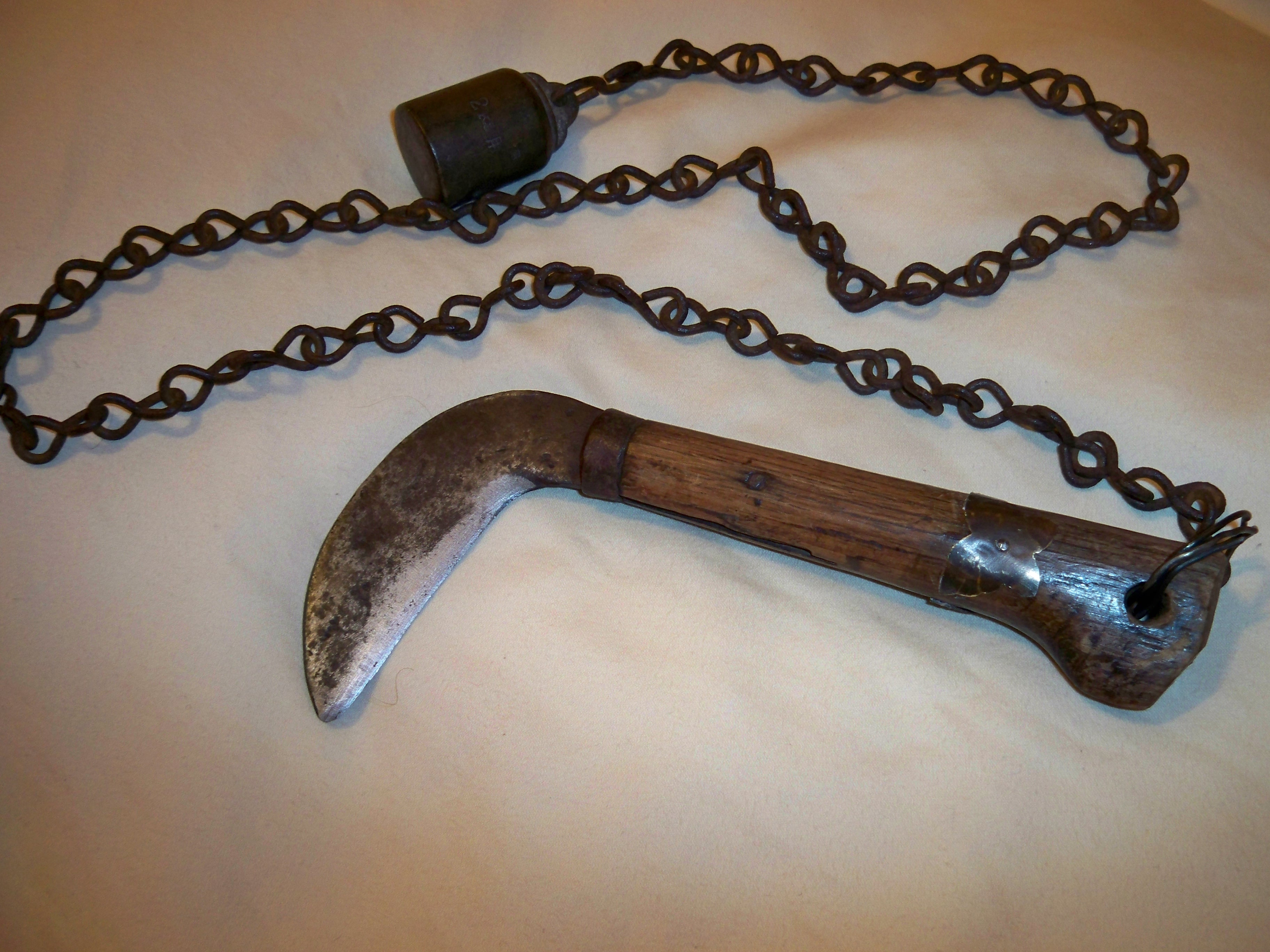
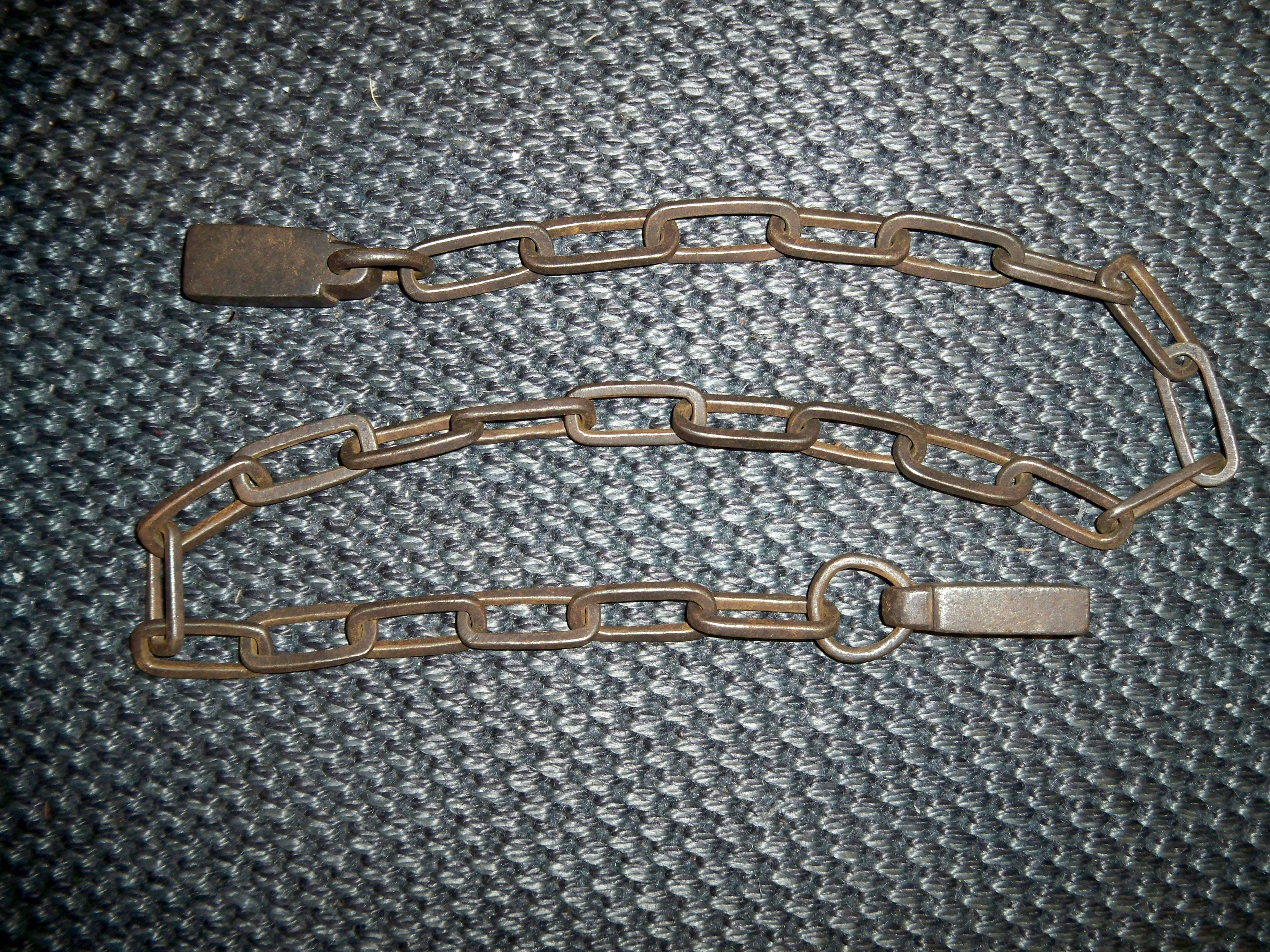
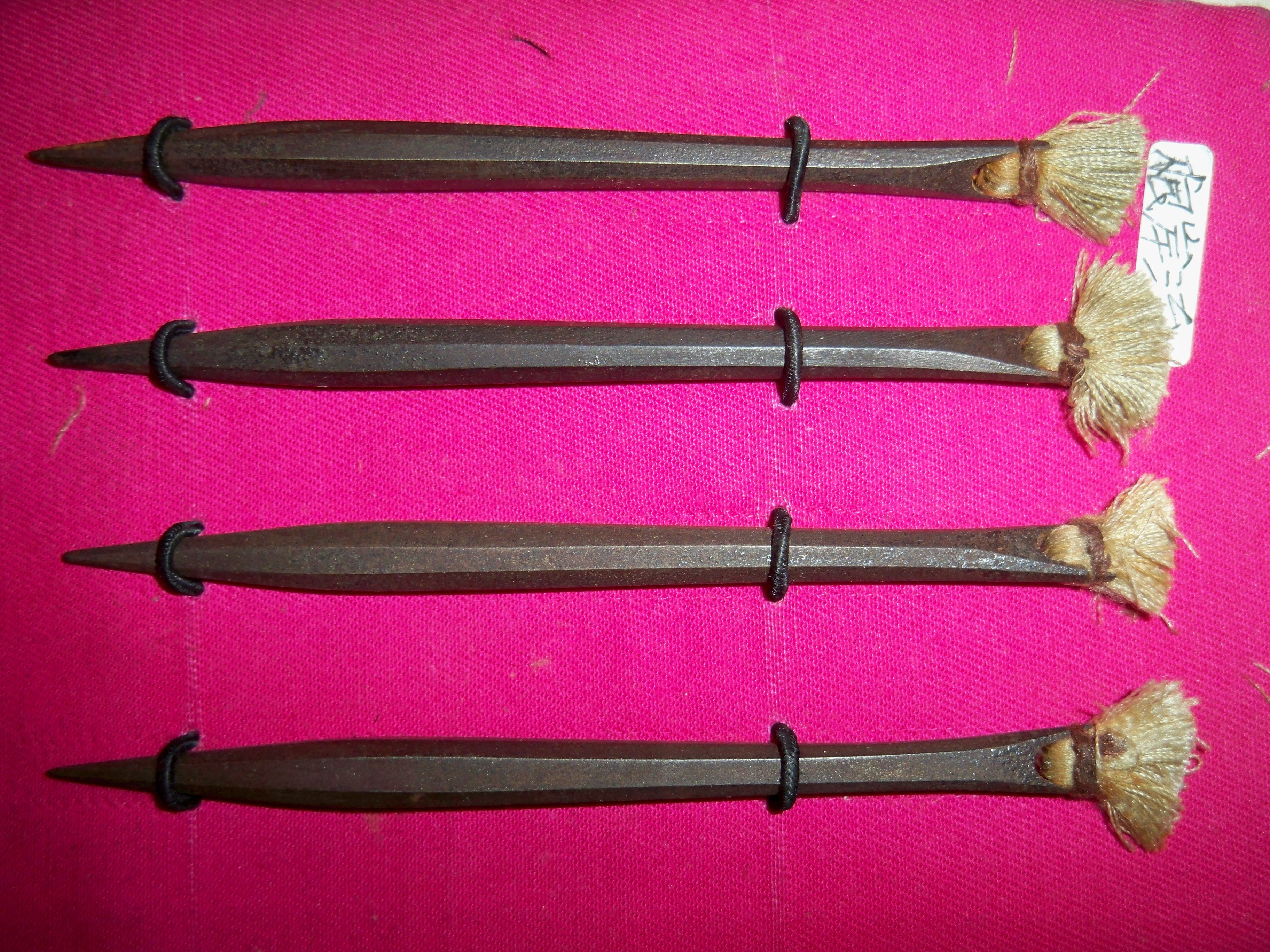
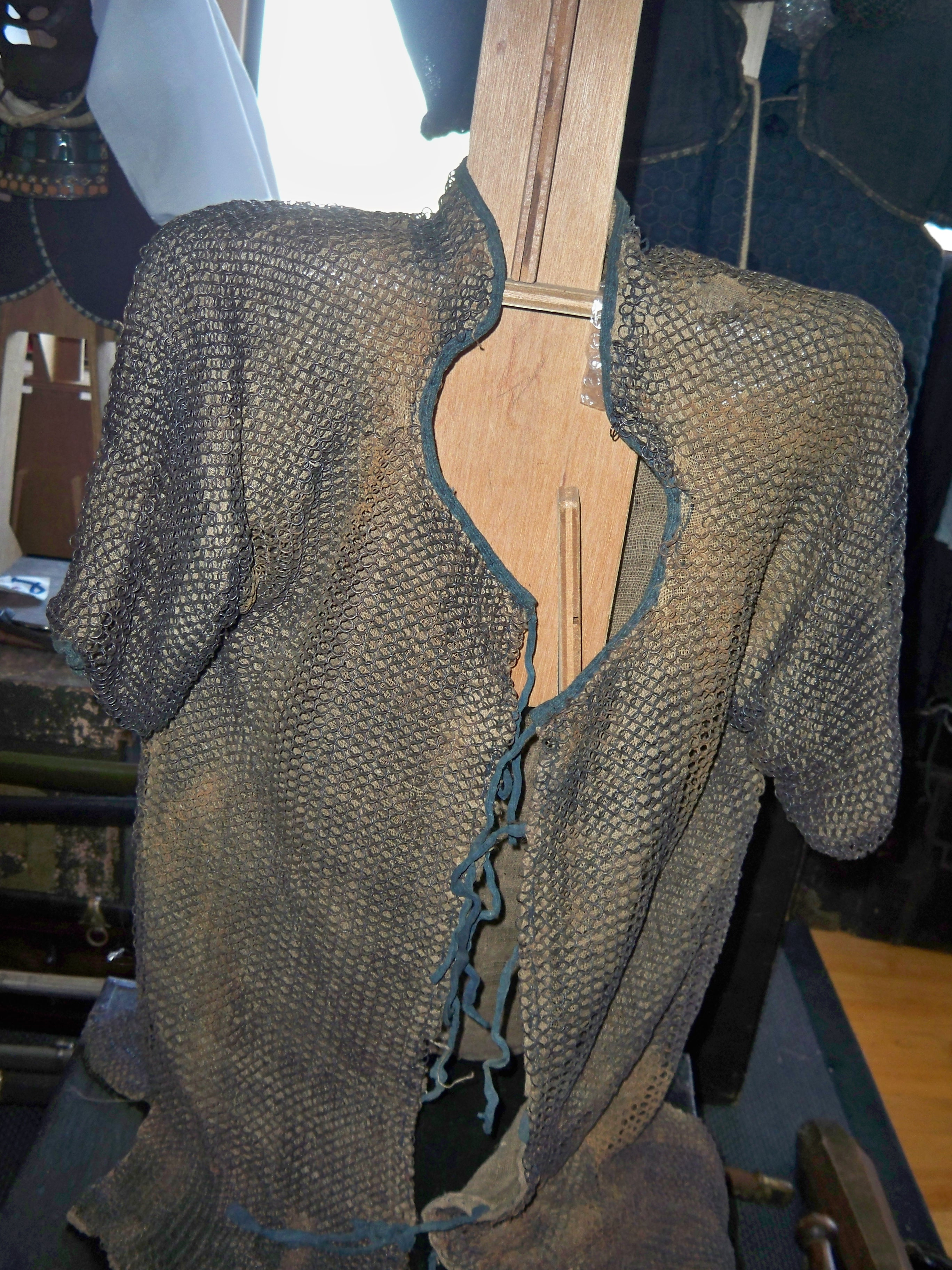
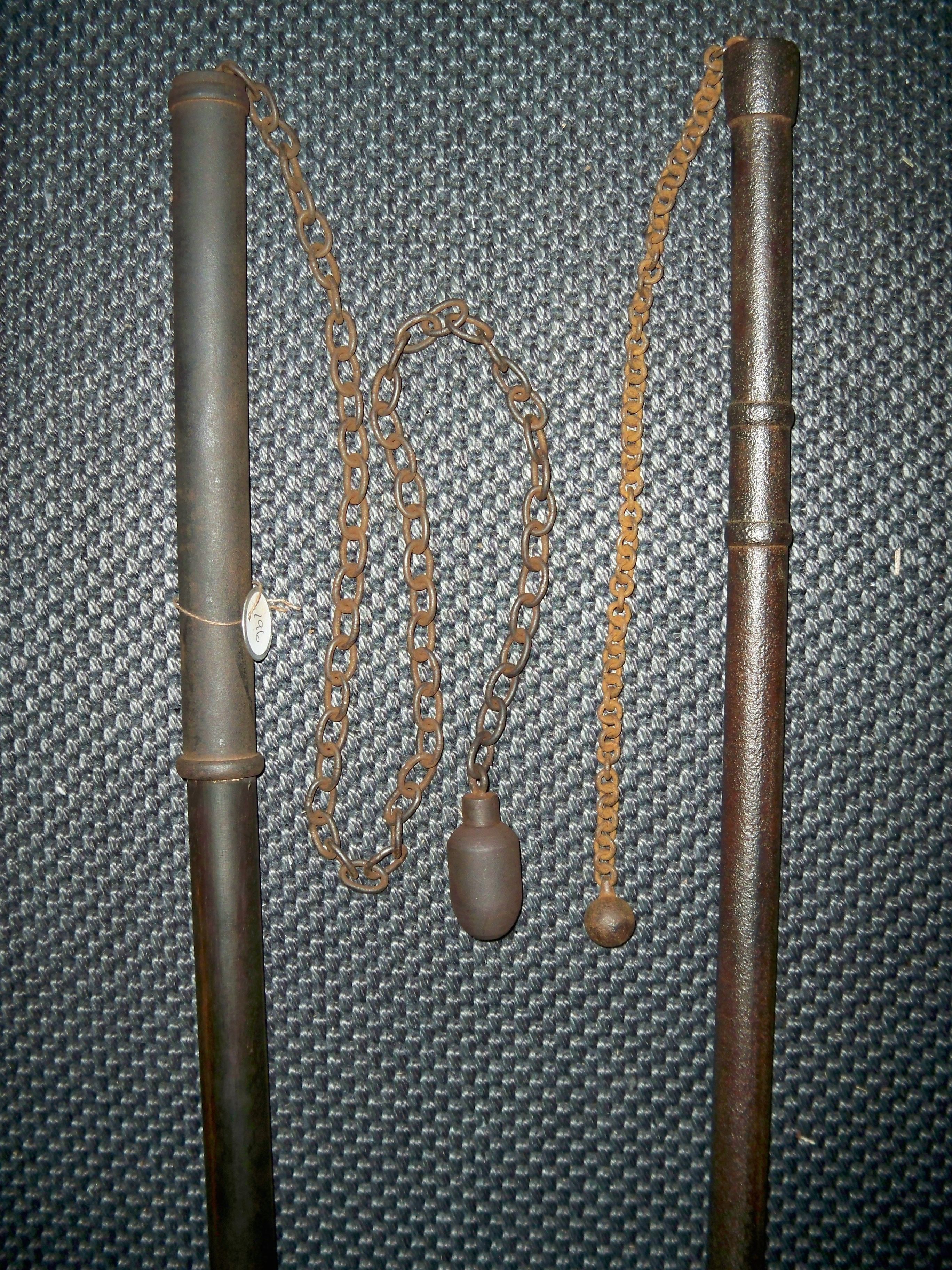
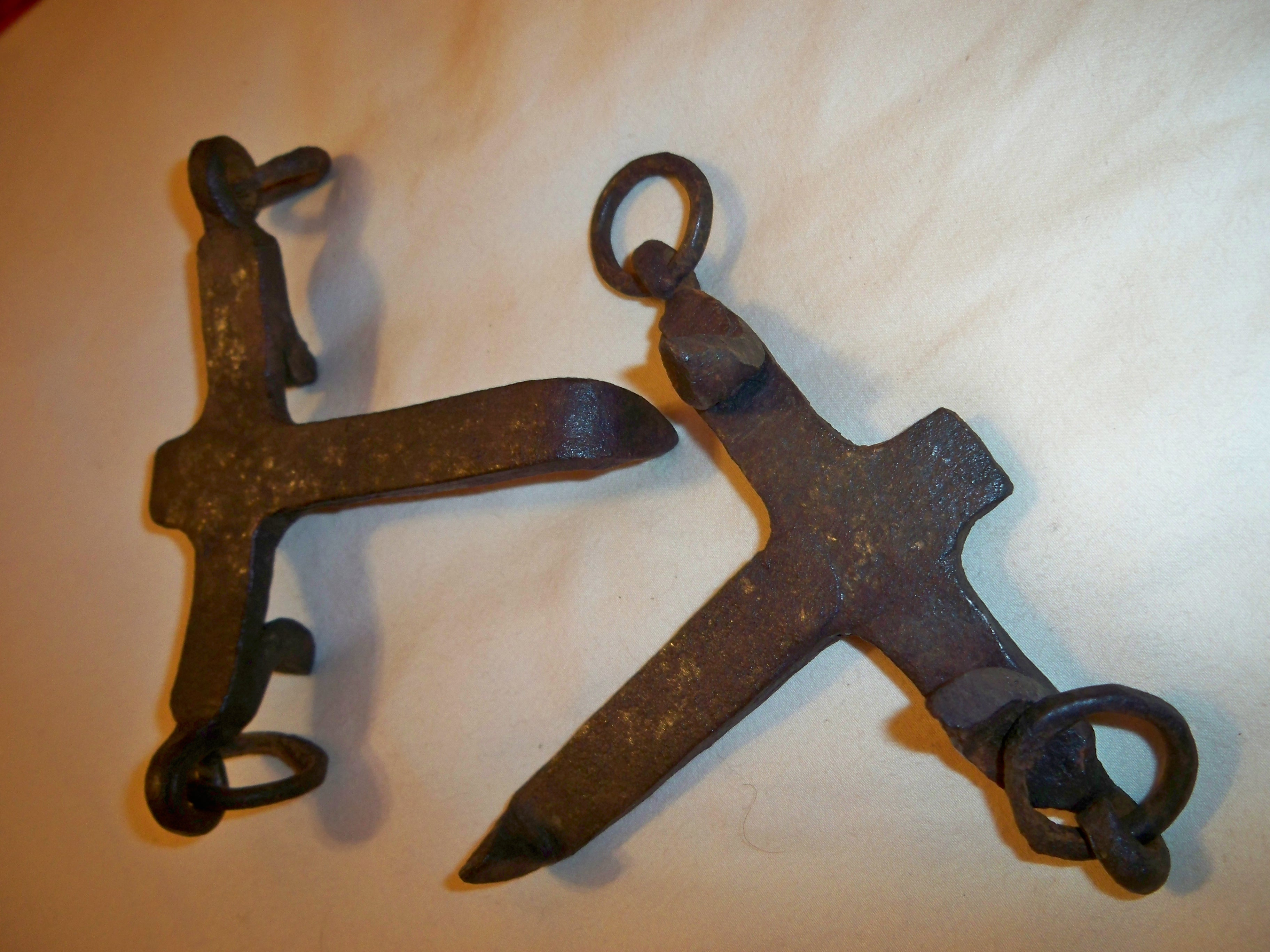
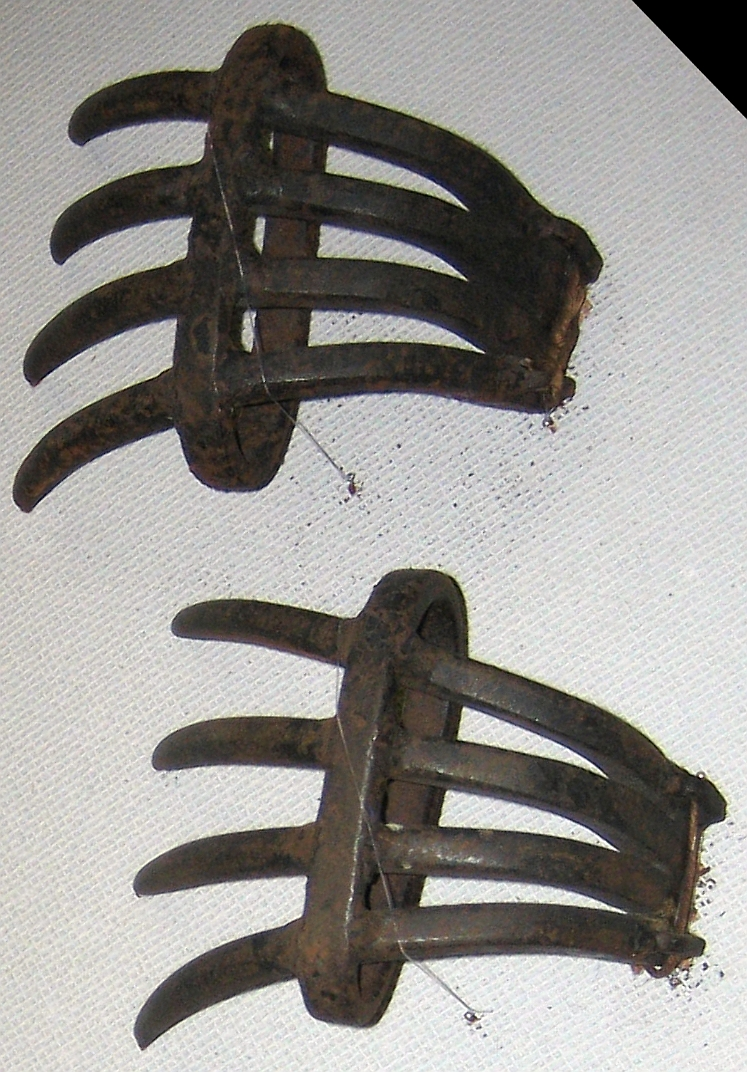
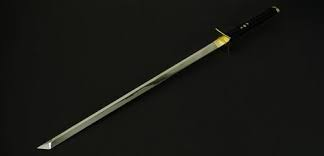
نینجاتو یکی از شمشیر‌های معروف مورد استفاده توسط نینجا‌ها شمشیری مانند کاتانا ولی کوتاه‌تر و بدون قوس